# Exorexia
Az exorexia egy táplálkozási zavar, mely manapság egyre elterjedtebb. Az utóbbi időkben a nemi szerepek felcserélődése is kedvező táptalaja lett olyan betegségeknek, mint az exorexia.
Az anorexiát, bulimiát sokan ismerik, azonban az exorexiáról nem igen lehet hallani.
2000-ben írták le először, a testépítők evészavarának nevezik.

## Kiket érint?
Mindkét nem érintett, de főleg a nőknél gyakori.
Azonban nők esetében kiemelt fontosságú ennek a betegségnek a felismerése és kezelése.
Az exorexiás nő férfias izmokat épít, de a másodlagos női nemi jelleg megmarad, nincs nemi identitászavaruk.

## Megjelenésbeli különbségek
A két nemnél a jellemző különbséget az adja, hogy míg a nők a táplálkozást tartják központi problémának (amellett hogy edzenek is természetesen, nem is keveset), addig a férfiak inkább az edzést űzik megszállott szinten, a táplálkozás orientáció kevésbé hangsúlyos.

## Pszichés zavar
Az exorexiások vágynak az elismerésre, és azt hiszik hogy a mai világban csak a kisportolt testükkel érhetik ezt el, illetve a kóros egészségtudat és az egészségre törekvés oka a haláltól való félelem is lehet vagy ennek a kettőnek a kombinációja is akár. A kóros iszony a hízástól az anorexiára jellemző magatartást hozza magával.

## Mechanizmus
A betegek életüket a táplálék pontos kimérésének, adagolásának rendelik alá, az étkezések idejének, rendszerességének is pontosan meghatározott szerepet tulajdonítanak. Ezt a mindennapi rituálét az emberi kapcsolataik sem zavarhatják meg. Ezért az exorexiás beteg elszigetelődik, emberi kapcsolatai zavart szenvednek, csak a kényszeres cselekvésben lelik meg az örömöt és a kielégülést. A testsúlyuk, alakjuk feletti kontroll tölti ki az életüket, napjaik nagy részét.
Amennyiben a napi rituálékat valamilyen okból nem végezhetik el, elviselhetetlen szorongást éreznek.

## Szövődmények
A nők esetében a szigorú, fehérje és energiadús, szénhidrát szegény diéta következménye a menstruáció elmaradása (amenorrhoea) és a meddőség. Ezek az állapotok reverzibilis folyamatok, tehát ha a beteg visszatér a normális, vegyes étrendre, normális testzsír tartalmat ér el, akkor a nemi ciklus és így a meddőség is normalizálódik.
Az étrend kiegyensúlyozatlansága miatt a nemi működés zavarán kívül csontritkulás és egyéb orthopédiai probléma alakulhat ki.
Ezeket a szövődményeket egységesen "női atléta triász"-nak nevezzük: evészavar, amenorrhoea, csontritkulás.
A kialakult csontritkulás kezelése már nem olyan egyszerű mint a hormonális szabályozás helyreállítása az ivarszervekben.
Ugyanis a csonttömeg a felnőttkorra adottá válik, a csont felépítő és lebontó folyamatai az életkor előrehaladtával a lebontó irányba mozdulnak el, így csökken fiziológiásan a csonttömeg.
A túlzott fehérjebevitel pedig önmagában is káros a vesére nézve, a testépítők között nem kevés azoknak a száma akik dialízisre szorulnak a rosszul megválasztott táplálkozási forma miatt. Nem beszélve azokról akik a testtömeg eléréséhez és/vagy megtartásához illegális szereket is használnak.

## Kezelés
Aki úgy érzi, nála fennáll ez a betegség, vagy a közvetlen környezetében ismer olyat akire illenek a fent említett tünetek, forduljon mielőbb orvoshoz és/vagy dietetikushoz. Ezen kívül szükséges a pszichés gondozása is a betegnek, mert csak így lehet kezelni ezt a betegséget.
A fent említett hiányállapotokat követő szövődmények tükrében az exorexiát betegségként kell számontartani és nem szabad a rituálékat rigolyaként, rossz szokásként bagatellizálni. Sajnos a kezelés csak akkor eredményes ha a beteg kooperál a környezetével és a gyógyító személyzettel, azonban a betegségtudat hiányában ez többnyire nem adott.